# TPS Winogrady Poznań
Maillots
Dernière mise à jour : le 11 janvier 2012.
Le TPS Winogrady Poznań est un club polonais de football basé à Poznań.